# Fritz Mandl
Fritz Mandl, nato Friedrich (Vienna, 9 febbraio 1900 – Vienna, 8 settembre 1977), è stato un imprenditore austriaco.

## Biografia
Nasce a Vienna da Alexander, un industriale cattolico, e da Maria Mohr, cattolica di Graz. Dopo aver studiato nel collegio degli Scolopi di Krems, si specializza in chimica e nel 1920 affianca il padre nella direzione della Hirtenberger Patronenfabrik, meglio conosciuta come Wöllersdorfer Werke, un'importante fabbrica di armi e munizioni.

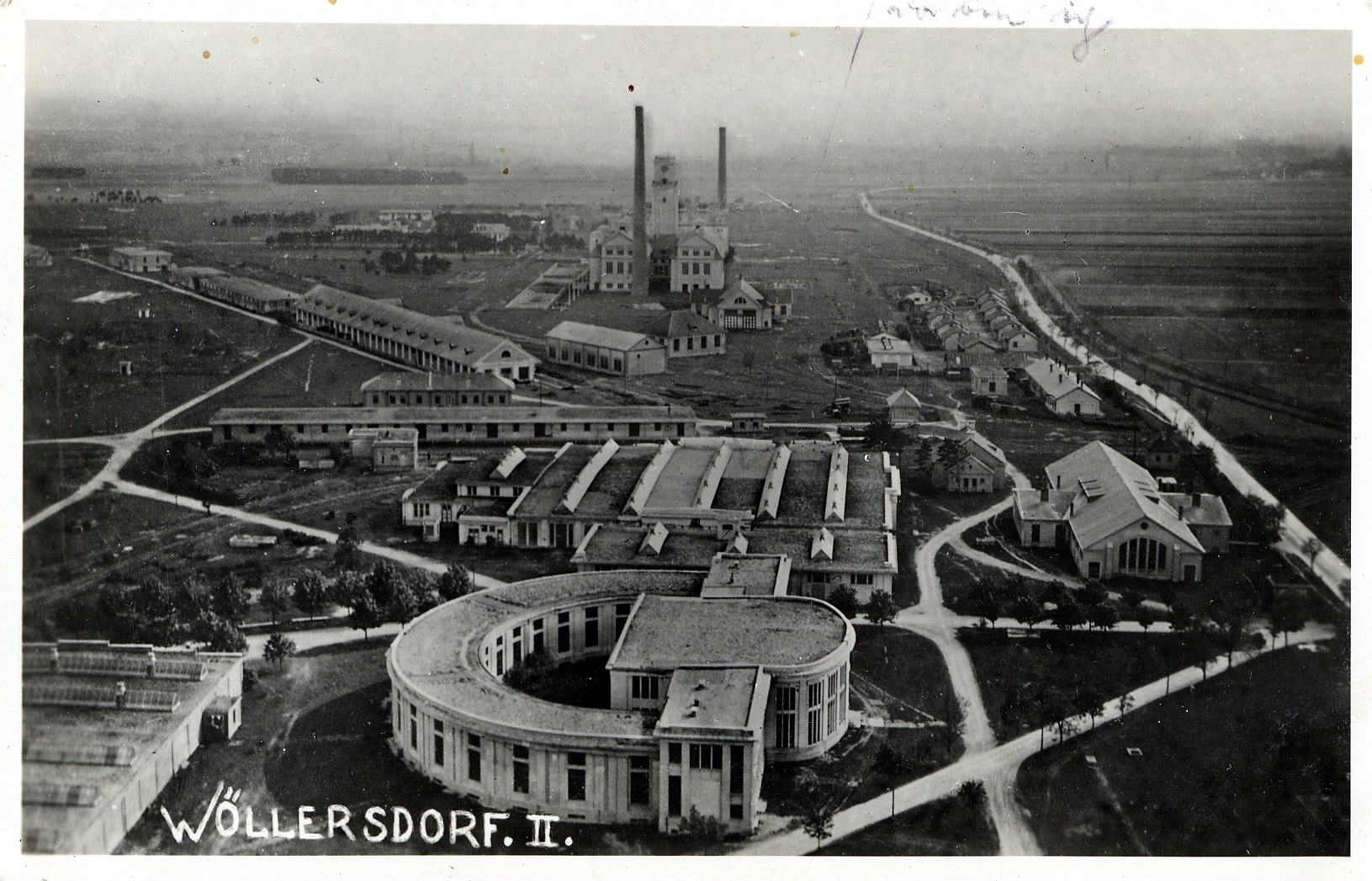
La Wöllersdorf Feuerwerksfabrik

Nel 1921 gli stabilimenti vengono incendiati dagli operai comunisti per ritorsione contro la dirigenza che aveva rifornito di armi la Polonia durante la guerra sovietico-polacca. La fabbrica era comunque destinata ad essere distrutta in ottemperanza al trattato di Saint-Germain-en-Laye. Buon amico del principe Ernst Rüdiger Starhemberg (comandante della Heimwehr, che Mandl rifornì di armi), sostenne l'austrofascismo e dopo l'Anschluss subì la requisizione delle sue proprietà, dovuta anche alla sua discendenza ebraica.
Mercante d'armi con la Germania nazista, è noto anche per aver sposato in seconde nozze Hedy Lamarr. Spinto dalla gelosia, cercò (inutilmente) di acquisire per distruggerle tutte le copie dello scandaloso film del 1933 Estasi, in cui aveva recitato nuda la moglie (prima scena di nudo integrale in un film non erotico). Pur essendo sia l'attrice che Mandl entrambi di discendenza ebraica, la Lamarr scrisse in una sua autobiografia che tanto Mussolini quanto Hitler erano ospiti ai ricevimenti del marito e che questi cercò ripetutamente (sino al 1940) di accordarsi con Hermann Göring per provvedere alla Germania forniture di acciaio.
Lasciato dalla moglie, riparò in Brasile ed in Argentina; in questo paese prese la cittadinanza e si risposò, divenendo in seguito anche consigliere di Juan Domingo Perón. Cominciò ad operare come produttore di film ed impiantò una fabbrica aeronautica, la Industria Metalúrgica y Plástica Argentina; acquistò degli immobili, fra cui un castello ed un piccolo albergo a Buenos Aires.
Dopo la fine della seconda guerra mondiale ritornò in Austria. La sua ultima moglie fu Monika Brücklmeier, figlia di Eduard Brücklmeier, diplomatico tedesco coinvolto nell'attentato a Hitler del 20 luglio 1944 e per questo giustiziato. Era interessato a sviluppare sistemi di comando a distanza per i missili ed i siluri e, indirettamente, fu l'ispiratore del sistema di partizione dei canali ("spread spectrum") inventato dalla stessa Hedy Lamarr assieme al musicista ed inventore George Antheil.